# Skjoldehamnsdräkten

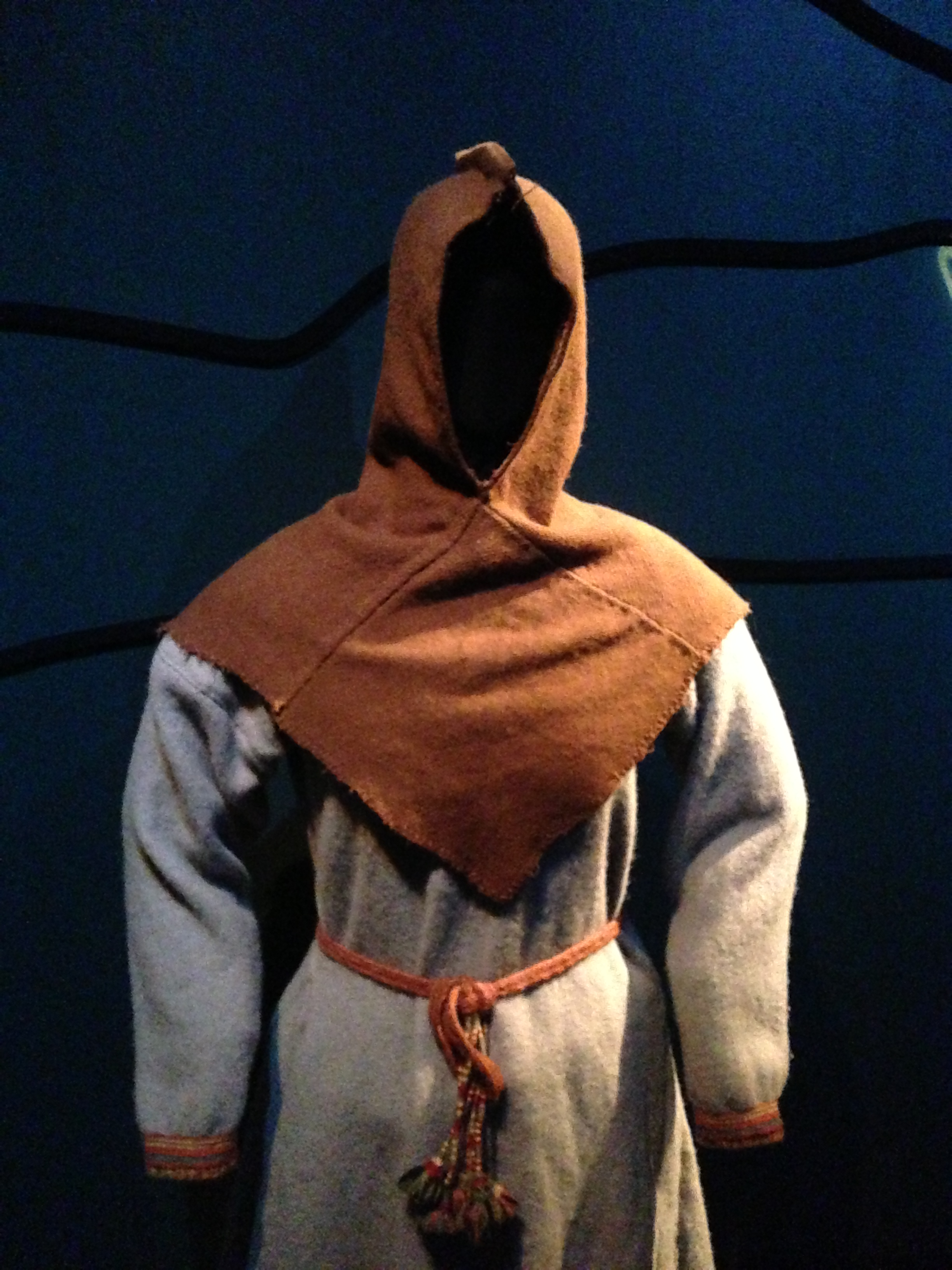
Rekonstrution av Skjoldehamnsdräkten.

Skjoldehamnsdräkten är ett dräktfynd gjort i Skjoldehamn på Andøya i Vesterålen i norra Norge.

## Fyndet
Vid en torvtäkt i Skjoldehamn 1936 påträffades ett lik insvept i ett stort rutmönstrat ylletyg. Svepningen var fastsurrad vid kroppen och över denna låg ett lager näver. Under liket låg ett renskinn med pälsen mot liket. Under renskinnet låg några käppar av björk. Liket bar en komplett dräkt bestående av kraghuva, kjortel, skjorta, byxor, hosor och  fotlappar av ylle, samt skor av vilka endast lädersulorna återstod.

## Analys
Fyndet betraktas av många forskare som förbryllande. En stilhistorisk datering av dräkten pekar på sent 1400-tal, mest på grund av skjortans krage. Kol-14-analysen visar emellertid att dräkten är från perioden 995-1029. Den osteologiska undersökningen visar att personen var 40-45 år gammal och omkring 155 cm lång. Det antogs även vara antingen vara en nordisk kvinna eller en samisk man. Vid en undersökning genomförd 1999 fann man DNA i materialet, men inget Y-kromosomalt DNA. Man hittade inte heller den genetiska samespecifika markören men eftersom analysen gjordes då kunskapen kring DNA var mycket begränsad har man på senare år valt att bortse från den analysen.  Istället har man valt att fokuserat på dräktens konstruktion för att bestämma etnicitet. Mycket tyder på att personen varit samisk.